# نسخه توپ‌قاپی

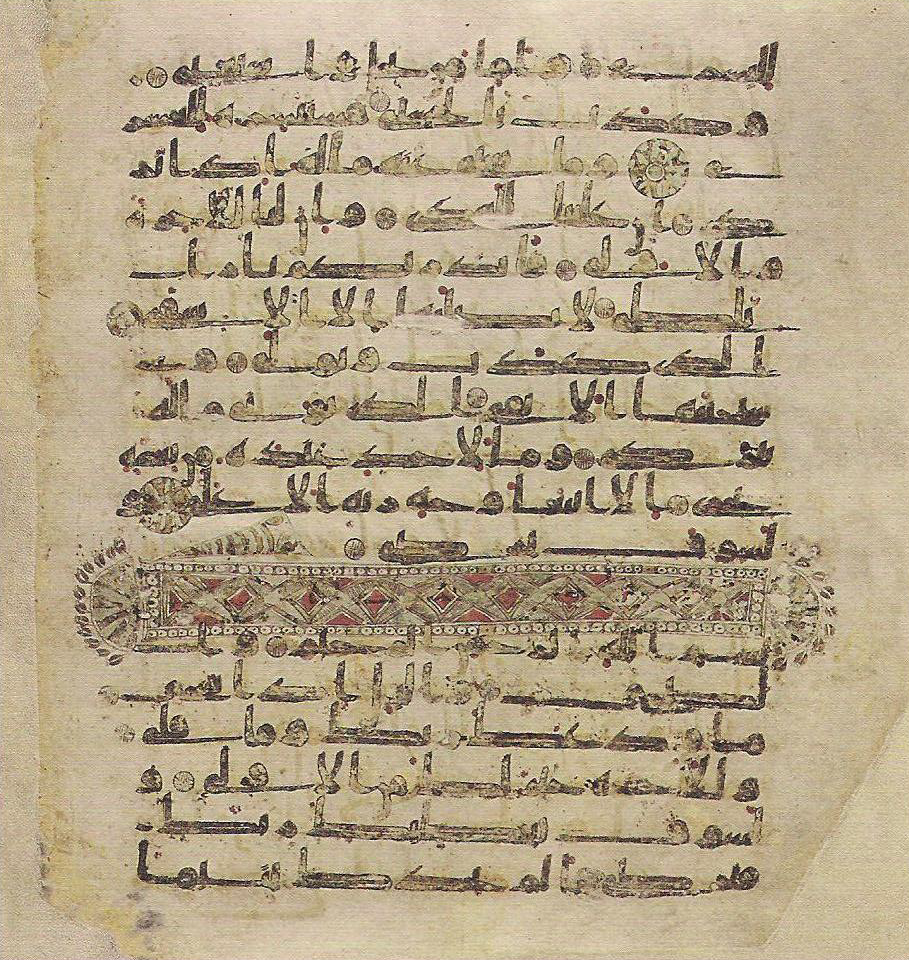
نمای تکه‌ای از یک‌برگ قرآن نسخه توپ‌قاپی - ۲۰۱۳

نسخه توپ‌قاپی یکی از قدیمی‌ترین نسخه‌های خطی قرآن است که در موزه توپ‌قاپی استانبول نگهداری می‌شود.